# Camarneira
Camarneira is een plaats (freguesia) in de Portugese gemeente Cantanhede en telt 870 inwoners (2001).